# لیام گریمشاو
لیام گریمشاو (انگلیسی: Liam Grimshaw؛ زادهٔ ۲ فوریهٔ ۱۹۹۵) بازیکن فوتبال اهل بریتانیا است.
از باشگاه‌هایی که در آن بازی کرده‌است می‌توان به باشگاه فوتبال پرستون نورث اند، باشگاه فوتبال مورکم، باشگاه فوتبال منچستر یونایتد، و باشگاه فوتبال مادرول اشاره کرد.
وی همچنین در تیم ملی فوتبال زیر ۱۸ سال انگلستان بازی کرده‌است.